# 山崎カナコ
山崎 カナコ（やまさき カナコ、4月11日 - ）は、日本のリポーター・MC・DJ。
所属事務所はキャラ。

## 経歴
兵庫県出身。嵯峨美術短期大学デザイン学科卒業。

## 主な出演作品

### ラジオ番組
- FM守口「プロムナード824」
- ならどっとFM「WAKE UP NARA」（ - 2016年3月）
- ならどっとFM「ひるラジ784」
- KBS京都「あんDOきょうと」

など

### テレビ番組
- ジェイコム関西「ブロードバンド情報局」
- CWO「まいどわいど」
- CWO「わが街ねっとわーく」
- CWO「週刊！まちかど情報局」
- KCN「Kパラ火YO！BE！」

など

### CM
- 大阪王将